# Omar Naim
Omar Naim (àrab: عمر نعيم, ʿUmar Naʿīm; Amman, 27 de setembre de 1977) és un director de cinema i guionista libanès més conegut per escriure i dirigir la pel·lícula de 2004 La memòria dels morts.

## Vida i carrera

### Primers anys i educació
Omar Naim va néixer a Jordània d'un pare periodista libanès i de la reconeguda mare actriu i dramaturga libanesa Nidal Al-Ashkar. En créixer envoltat d'artistes, músics i escriptors, Naim va tenir una infància enriquida amb art i cultura. Els seus pares eren tant al teatre com al cinema. La seva mare, Nidal Al-Ashkar, la matriarca del teatre libanès, és la fundadora de Masrah Al-Madina (The City Theatre), on va ser condecorada pel govern francès el 1997 amb una condecoració de cavaller d'arts i lletres.
Naim va tenir la seva primera experiència cinematogràfica als 14 anys. A mesura que va anar creixent més i més fascinat pel món del cinema, es va interessar més per fomentar les habilitats d'escriptura i visuals. Com a aspirant a cineasta, Naim es va inspirar principalment en directors com Martin Scorsese, Woody Allen, Oliver Stone i Spike Lee.
Amb l'ajuda de la Fundació Fares, Naim va estudiar cinema a l'Emerson College a Boston, Massachusetts. Durant els seus quatre anys d'educació a Emerson, Naim va crear una sèrie de curtmetratges, entre els quals figura la seva tesi de 1999, un documental de 28 minuts titulat Grand Theatre: A Tale of Beirut. En aquesta obra, Naim posa el focus en l'històric Gran Teatre de Beirut, que va ser esquinçat en una violenta terra de ningú entre dos bàndols bel·licosos a la guerra civil libanesa. El teatre serveix com a il·lustració metafòrica de la tràgica guerra civil de 15 anys. A través dels ulls de l'antic teatre, al Gran Teatre es teixeixen els diferents contes d'actors, directors, soldats i civils. A mesura que la guerra augmenta en escala i absurd, les línies entre la guerra i el teatre, així com entre l'espectacle i la realitat, es difuminen. La pel·lícula va guanyar una menció d'honor, i va ser presentada en diversos festivals internacionals. Naim també va ser finalista de l'Oscar de l'Estudiant atorgat per l'AMPAS l'any 2000. Sobretot, i potser el més important, aquesta pel·lícula li va fer guanyar al jove director l'experiència pràctica que necessitava per poder afrontar el seu proper projecte gegant, que en aquella època encara estava latent. "Vaig aprendre tot fent aquella pel·lícula, des del començament fins a la impressió", diu Naim.

### Carrera
El 2004, Naim va escriure i dirigir el seu primer llargmetratge, La memòria dels morts, que va protagonitzar l'actor i còmic guanyador del Premi Oscar Robin Williams, l'actriu guanyadora del Premi Oscar Mira Sorvino i Jim Cviensel. Tak Fujimoto, de El silenci dels anyells i El sisè sentit, va supervisar la cinematografia. La pel·lícula va guanyar el premi al millor guió al Festival de Cinema de Deauville i va ser una selecció oficial del Festival de Cinema de Berlín.
"La memòria dels morts tracta d'edició i memòria", va dir el jove director de 27 anys en aquell moment. Naim també va declarar que els seus orígens libanesos també van influir en l'argument de la pel·lícula. "És la noció libanesa de memòria massiva, i la memòria i la visió del món molt subjectives de la gent", explica. "Això determina posteriorment com funciona la societat. Ho vaig extrapolar a la teoria de la ciència-ficció”.
Naim havia enviat el seu guió al projecte francès Equinox, on centenars de guionistes d'arreu del món envien els seus guions de pel·lícules. Només deu són escollits i són traslladats a Bordeus per treballar en el seu guió amb un grup d'experts durant una setmana. Naim va ser un dels deu afortunats i després es va arreglar amb un agent. A la seva arribada, Naim va deixar clar que no li interessava que ningú més que ell dirigís la seva pel·lícula. De fet, a Naim se li va assignar el càrrec de director i, un cop dirigit als Estats Units, Lionsgate Entertainment va donar llum verda al guió.
Mentre Lionsgate reclutava actors, Robin Williams va expressar interès a interpretar el paper principal d'Alan Hakman. Després d'haver estimat el guió, Williams va dir a Naim que el que realment el va "impactar" va ser el "sentit de la mortalitat, una cosa que [ell] no havia explorat com a actor abans". En poques setmanes, es va contractar la resta del repartiment i la tripulació. La pel·lícula de 95 minuts es va rodar en pel·lícula de 35 mm a Vancouver, Columbia Britànica, Canadà i va ser descrita per Naim com a un rodatge de 35 dies molt harmònic i molt organitzat "sense cap problema".

## Reconeixements
Guanyador
- Festival de Cinema de Deauville, 2004: Millor guió per La memòria dels morts
- Festival de cinema i vídeo de Nova Anglaterra, 2000: Menció d'honor per al Grand Theatre: A Tale of Beirut

Nominacions
- Festival Internacional de Cinema de Berlín, 2004: Ós d’Or per a La memòria dels morts
- Festival de Cinema de Deauville, 2004: Gran Premi Especial per La memòria dels morts
- XXXVII Festival Internacional de Cinema Fantàstic de Catalunya, 2004: Millor pel·lícula per La memòria dels morts

## Filmografia
- The Empty Quarter (pel·lícula de 2021), Guionista i director
- Two Cities (Madinataan), (pel·lícula de 2021)
- Becoming (pel·lícula de 2020) Guionista i director
- Dead Awake (2010)
- Stand Up: Muslim-American Comics Come of Age (2009) (co-director)
- La memòria dels morts (2004) (com Omar Naïm)
- Grand Theater: A Tale of Beirut (1999) (director, productor i editor)
- When Simon Sleeps (1999) (també muntatge)